# Per Söderlund
Lennart Per-Magnus Söderlund, född 10 maj 1972 i Ramsbergs församling, Örebro län, är en svensk politiker (sverigedemokrat). Han är ordinarie riksdagsledamot sedan 2019 för Örebro läns valkrets.
Söderlund kandiderade i riksdagsvalet 2018 och blev ersättare. Han utsågs till ny ordinarie riksdagsledamot från och med 1 februari 2019 sedan Jonas Millard avsagt sig uppdraget.
I riksdagen är Söderlund vice ordförande i skatteutskottet sedan 2022 och var ledamot i försvarsutskottet 2021–2022. Han har varit suppleant i bland annat  EU-nämnden, justitieutskottet, konstitutionsutskottet och kulturutskottet.